# The Grey (film)
The Grey är en amerikansk äventyr-dramafilm från 2011, regisserad, producerad och delvis skriven av James Carnahan och med Liam Neeson, Frank Grillo och Dermot Mulroney. Filmen bygger på novellen Ghost Walker av Ian MacKenzie Jeffers som även skrev filmens manus tillsammans med Carnahan.
Filmen handlar om en grupp oljearbetare som är strandsatta i Alaska efter en flygplansolycka. I sitt försök att överleva ställs de mot hänsynslöst vinterväder samtidigt som de förföljs av en flock vargar. Filmen fick positiva recensioner och spelade in sammanlagt över 77 miljoner amerikanska dollar.

## Handling
John Ottway (Liam Neeson) arbetar i Alaska med att döda vargar som hotar en grupp oljearbetare. Under sin sista dag på arbetet skriver Ottway ett brev till sin Fru, Ana (Anne Openshaw), i vilket han förklarar att han tänker begå självmord. Han fullföljer aldrig sin plan och dagen efter kraschar planet med oljearbetarna ombord i en snöstorm. I en drömsyn ser Ottway sin fru som uppmanar honom att inte vara rädd. Ottway vaknar efter kraschen och hittar oljearbetaren Lewenden (James Badge Dale) allvarligt skadad. Ottway lugnar Lewenden och därefter dör Lewenden. Ottway tar kommandot och får de överlevande att göra upp en eld. Medan de gör detta upptäcker Ottway ett lik och blir därpå attackerad av en varg, som äter av liket. Gruppen kommer till undsättning och det går upp för dem att de befinner sig mitt i en vargflocks territorium. De turas om att hålla vakt efter fler vargar.
Under natten blir Hernandez (Ben Bray) dödad av två vargar och gruppen hittar hans sargade kvarlevor på morgonen. Ottway föreslår att de ska lämna haveriplatsen, men Dias (Frank Grillo) ifrågasätter hans ledarskap. Gruppen börjar samla in de omkomnas plånböcker i syfte att lämna tillbaka dessa till deras familjer.
Gruppen lämnar haveriplatsen och börjar pulsa i snön. Flannery (Joe Anderson) faller och blir dödad av vargarna. Gruppen ser ytterligare vargar komma springande och de flyr därför mot skogen, där de gör upp en eld för hålla vargarna borta. Gruppen börjar tillverka provisoriska vapen och Diaz hotar Ottway med en kniv, men oskadliggörs. Därefter dödar gruppen en varg och äter den. I ett försök att visa sitt motstånd skär Diaz huvudet av vargen och slänger det mot vargflocken. De övriga i gruppen vet att detta är oklokt då vargar är de enda djur kända för att utkräva hämnd. När de sitter runt lägerelden berättar Diaz för de andra om sin ateistiska övertygelse och Talget (Dermot Mulroney) förklarar att han tror på Gud. Ottway förklarar att även han är ateist, men att han önskar att han var troende. Han citerar en dikt skriven av hans far. En snöstorm kommer närmare och gruppen riktar in sig på att hålla elden vid liv.
På morgonen hittas den hypoxisjuke Burke (Nonso Anozie) död. De övriga i gruppen lämnar lägret och hamnar på toppen av en djup dalgång. Hendrick tar sig över till andra sidan och säkrar en lina över dalen. Diaz och Ottway klättrar över, men Talget, som är höjdrädd, tappar sina glasögon och faller därefter ned. På marken drar en grupp vargar iväg med hans kropp. Diaz försöker rädda honom, men misslyckas och skadar sitt knä. Hendrick, Diaz och Ottway fortsätter gå och kommer till en flod. Diaz orkar inte gå längre och förklarar att han hellre dör där, än att återvänder hem till ett meningslöst liv. Hendrick och Ottway lämnar honom och Diaz hör vargarna komma närmare. En bit längre ned för floden attackeras Hendrick och Ottway på nytt av vargarna. I ett försök att fly faller Hendrick i vattnet och fastnar mellan två stenar. Ottway försöker rädda honom, men misslyckas och Hendrick drunknar.
Ottway fortsätter på egen hand. Han är utmattad, blöt och kall och är på väg att ge upp. Han stannar och börjar gå igenom de dödas plånböcker. Vargarna omringar honom och han inser att han befinner sig mitt i deras revir. Han tittar på ett foto av sin fru och i en minnessekvens avslöjas att hon befinner sig på sjukhus, döende av en obotlig sjukdom. Vargflockens alfahanne närmar sig Ottway och han gör sig redo för strid. Han reciterar sin fars dikt och går därefter till attack. Bilden blir svart.
När eftertexterna rullat klart visas en scen där Ottways huvud ses liggande ovanpå en vargmage. En lång utandning hörs, men varken Ottways eller vargens slutliga öde avslöjas.

## Rollista (i urval)
- Liam Neeson – John Ottway
- Dermot Mulroney – Jerome Talget
- Frank Grillo – John Diaz
- Dallas Roberts – Pete Hendrick
- Joe Anderson – Todd Flannery
- Nonso Anozie – Jackson Burke
- James Badge Dale – Luke Lewenden
- Jacob Blair – Cimoski
- Ben Bray – Hernandez
- Anne Openshaw – Ana Ottway

## Produktion
The Grey återförenade regissören Joe Carnahan med producenterna Ridley Scott och Tony Scott (krediterad som exekutiv producent) liksom skådespelaren Liam Neeson, vilka tidigare samarbetet i 2010 års actionfilm who The A-Team. Filmen var från början tänkt att ha en mycket yngre person i huvudrollen, Bradley Cooper och som även han samarbetat med Carnahan i The A-Team. Copper kom dock senare att ersättas av Neeson. Filmen spelades in under fyrtio dagar mellan januari och mars 2011. Fiktivt utspelar sig filmen i Alaska, men spelades in i Smithers, British Columbia i Kanada. Flera scener är inspelade på Smithers Airport. Under en presskonferens i samband med en visning av filmen på The Aero Theater i Santa Monica förklarade regissören Carnahan att han även gjort ett alternativt slut till filmen, som han dock aldrig tänkt att använda sig av. I det alternativa slutet ses Neeson slåss mot alfahannen.

## Utgivning
Världspremiären av The Grey ägde rum den 11 januari 2012 på Regal Cinemas Theater i Los Angeles.

## Soundtrack
Musiken till The Grey utgavs på CD den 14 februari 2012. En digital utgåva fanns tillgänglig från och med den 24 januari samma år.
| Nr  | Titel               | Längd |
| --- | ------------------- | ----- |
| 1.  | Writing the Letter  | 2:00  |
| 2.  | Suicide             | 1:44  |
| 3.  | You Are Gonna Die   | 3:14  |
| 4.  | Walking             | 1:45  |
| 5.  | Eyes Glowing        | 1:25  |
| 6.  | The Morning After   | 2:57  |
| 7.  | Collecting Wallets  | 1:53  |
| 8.  | Wife Memory         | 1:09  |
| 9.  | Life and Death      | 2:52  |
| 10. | Lagging Behind      | 1:53  |
| 11. | Running from Wolves | 1:46  |
| 12. | Daughter Appears    | 2:13  |
| 13. | Last Walk           | 2:33  |
| 14. | Memorial            | 3:41  |
| 15. | Alpha               | 2:16  |
| 16. | Into the Fray       | 1:49  |